# Cryptodromiopsis antillensis
Cryptodromiopsis antillensis är en kräftdjursart som först beskrevs av William Stimpson 1858.  Cryptodromiopsis antillensis ingår i släktet Cryptodromiopsis och familjen Dromiidae. Inga underarter finns listade i Catalogue of Life.